# Parco nazionale delle Cinque Terre
Il Parco nazionale delle Cinque Terre è un parco nazionale istituito nel 1999 che si trova in Liguria, in provincia della Spezia.

## Territorio

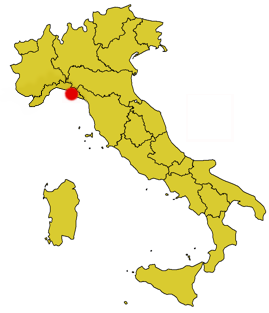
Localizzazione del parco nazionale delle Cinque Terre

Il parco si può suddividere in due parti: la zona costiera, il vero e proprio parco nazionale, e la zona marina, l'area marina protetta Cinque Terre.
Il parco tutela una zona costiera dove l'uomo ha creato una vita stabile e di reciproca convivenza con la natura. I borghi e i terrazzamenti con i muri a secco sono immersi in un ambiente costiero tipicamente mediterraneo, dove i monti dell'Appennino ligure arrivano a picco al mare creando un ambiente unico.
L'economia che sostiene le comunità che costituisce il parco garantisce la compatibilità tra l'ambiente e il sistema antropico.
Il parco è attraversato, da Riomaggiore a Monterosso al Mare, dal Sentiero Azzurro e il punto più alto è situato a Prevo, minuscola frazione di Vernazza, a 208 m. s.l.m..

## Il clima
Il clima e il parco si possono suddividere in tre parti: la zona costiera, il vero e proprio parco nazionale e la zona marina, l'area naturale del porto protetta. Il clima è principalmente mediterraneo.

## Flora
Anche la flora presenta ovviamente caratteristiche mediterranee, sono presenti numerosi microclimi spesso diversi tra loro che hanno creato un'enorme varietà paesaggistica. Sono presenti pini marittimi, pini di Aleppo, sugheri e castagni. Negli ambienti rupestri sono presenti numerosissime specie mediterranee come il finocchio di mare e la Cineraria marittima. Sono ben visibili ovunque anche arbusteti come rosmarino, timo, elicriso e lavandula. Presenti anche numerose specie arboree e piante grasse ben visibili da molti sentieri costieri.

## Fauna
L'ambiente è favorevole allo sviluppo della vita e habitat di svariate specie animali che trovano in queste località ambienti favorevoli. Sono presenti tra gli uccelli: il gabbiano reale, il falco pellegrino e il corvo imperiale. Tra i mammiferi: ghiro, donnola, talpa, tasso, faina, volpe e cinghiale (la cui presenza è molto contestata per i danni alle colture).
Tra i rettili che nell'ambiente roccioso prosperano si possono trovare la lucertola muraiola, il ramarro e vari serpenti come il biacco, il colubro di Esculapio e la vipera; attorno ai ruscelli vivono anfibi come rane e salamandre.

## Area marina protetta Cinque Terre
L'Area marina protetta Cinque Terre è stata istituita con decreto dell'allora Ministero dell'ambiente il 12 dicembre 1997 nell'area marina compresa tra Punta Mesco a ovest e Punta di Montenero a est.

## Amministrazione del parco

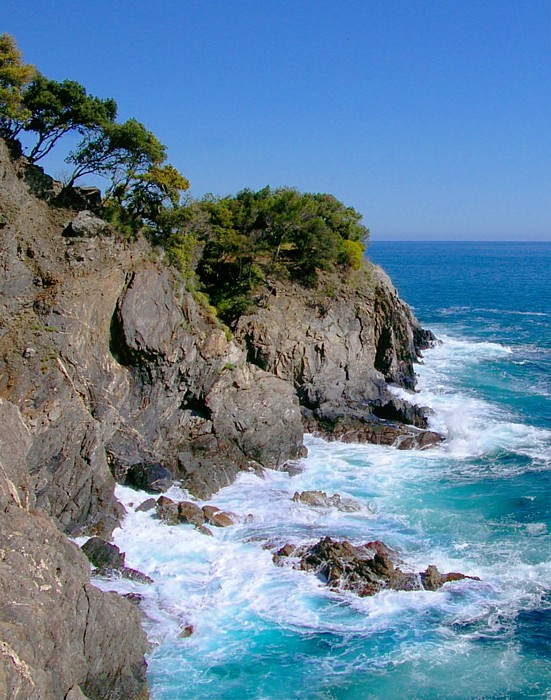
Caratteristico tratto costiero delle Cinque Terre con i monti che giungono a picco sul mare creando una costa unica nel suo genere

Istituito il 6 ottobre 1999, il parco ha sede a Riomaggiore. Il primo presidente del parco, Franco Bonanini, è rimasto in carica fino al 29 settembre 2010, quando si è dimesso a seguito dell'arresto con l'accusa di aver falsificato dei documenti del parco e del Comune di Riomaggiore per appropriarsi di quasi un milione di euro di fondi europei. Le accuse includono: truffa aggravata ai danni dello Stato, associazione a delinquere, falso materiale e ideologico, tentata concussione, violenza privata e calunnia. L'indagine ha portato all'arresto cautelare di 15 persone.
Il 30 settembre 2010 è stato nominato dal ministro dell'ambiente e della tutela del territorio e del mare Stefania Prestigiacomo un commissario del Parco Nazionale delle Cinque Terre, Aldo Cosentino. Cosentino ha mantenuto tale incarico fino al 10 novembre 2011, data della sua revoca da parte della stessa Prestigiacomo, che lo ha sostituito con Vincenzo Santoro, ex prefetto della Spezia. Tale decisione non fu priva di polemiche. Pochi mesi più tardi lo stesso Cosentino è accusato dall'assessore regionale Enrico Vesco di aver sostenuto spese eccessive in consulenze durante il suo mandato. Nella sua replica l'ex commissario denuncia tutte le mancanze degli amministratori locali nei confronti del Parco stesso. Le vicende legate al parco hanno dato vita a molte inchieste giornalistiche.
Il 30 maggio 2012 la commissione Ambiente del Senato ha votato all'umanità l'approvazione della nomina di Vittorio Alessandro, già commissario dell'ente nel periodo aprile-maggio 2012 dopo il mandato di Vincenzo Santoro, quale nuovo presidente del parco. Vittorio Alessandro dichiara subito che il suo primo obiettivo sarà quello di adottare il piano del parco.
Il 26 marzo 2019 il ministro dell'ambiente e della tutela del territorio e del mare Sergio Costa, d'intesa con il presidente della Regione Liguria Giovanni Toti, nomina la giornalista Donatella Bianchi nuovo presidente; succede a Vittorio Alessandro, ultimo presidente, e Vincenzo Resasco, vice-presidente facente funzione che aveva rassegnato le dimissioni qualche giorno prima.
Nell'ottobre 2024 con decreto del ministro dell'ambiente e della sicurezza energetica Gilberto Pichetto Fratin viene nominato Lorenzo Viviani, biologo spezzino e già deputato della Lega, nuovo presidente del parco.

## Infrastrutture e trasporti

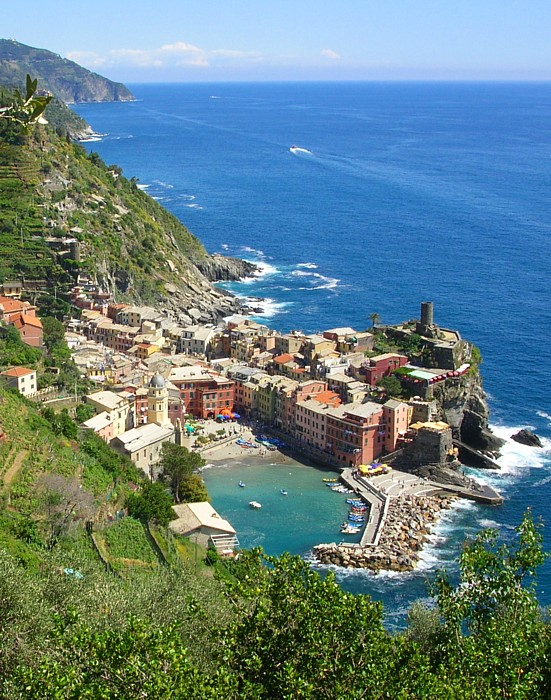
Veduta di Vernazza

### Strade

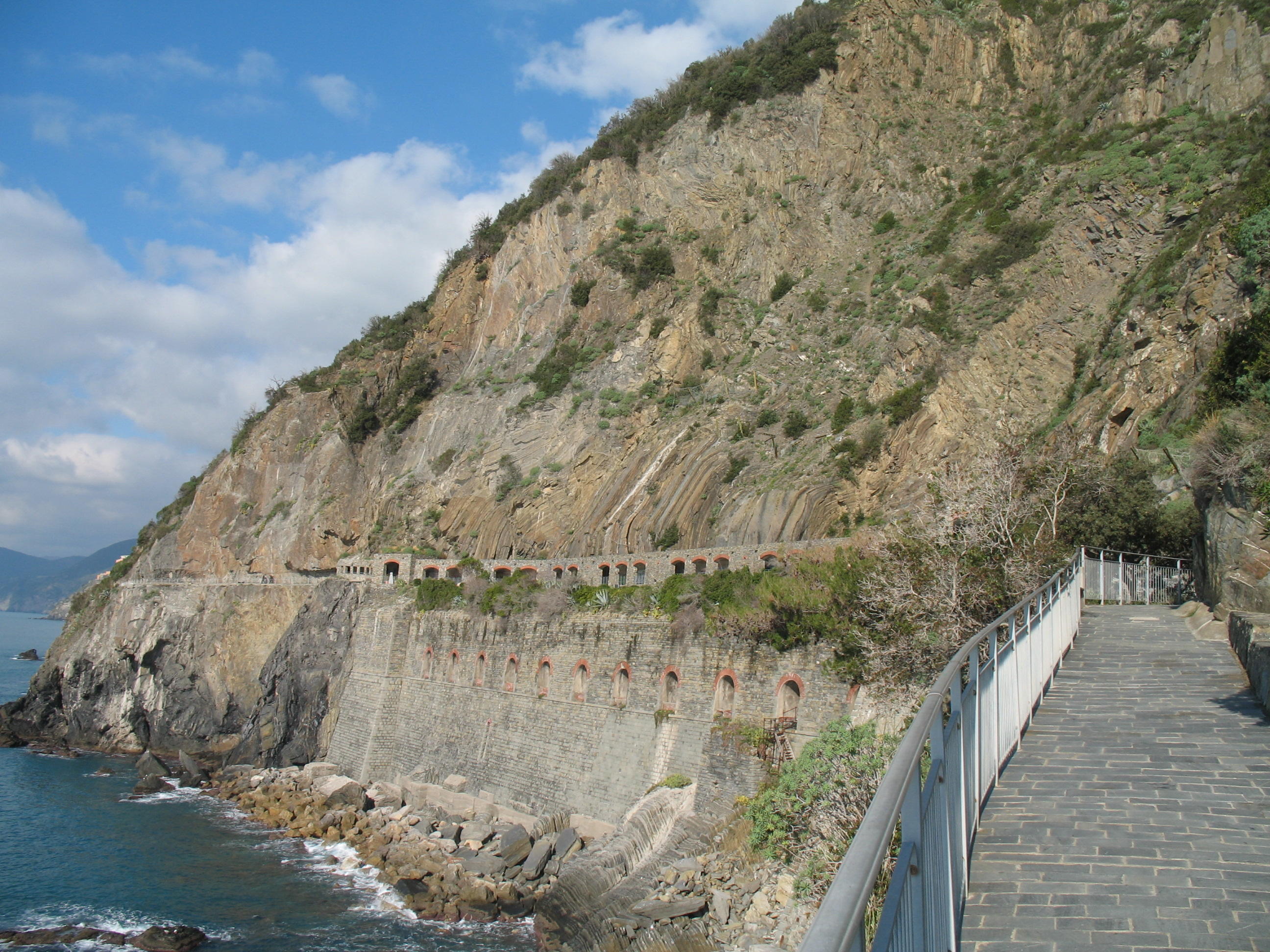
Un tratto della via dell'Amore

Per arrivare a Riomaggiore - da sud - si deve uscire al casello di La Spezia - Santo Stefano Magra sull'autostrada A12 o sull'autostrada A15.
Attraversato il capoluogo spezzino, bisogna immettersi sulla strada provinciale 370 Litoranea delle Cinque Terre e dopo circa un quarto d'ora prendere lo svincolo che scende a Riomaggiore. Proseguendo sulla "Litoranea" si incontra invece più avanti lo svincolo che scende alla frazione di Manarola.
Da nord per arrivare a Monterosso al Mare occorre invece uscire al casello di Carrodano - Levanto sull'autostrada A12 e proseguire quindi sulla strada provinciale 566 dir di Val di Vara in direzione di Levanto e quindi Monterosso. Non essendo mai stato portato a compimento il tratto centrale della "Litoranea", per raggiungere i borghi di Vernazza e Corniglia, sia che si provenga da Monterosso sia che si provenga da Riomaggiore, occorre servirsi della stretta e tortuosa strada detta "dei Santuari" (SP 38) e la SP 51.

Si noti tuttavia che gran parte dei parcheggi sono riservati ai residenti, ragion per cui, quando quelli a pagamento sono esauriti, la discesa ai borghi può essere vietata.

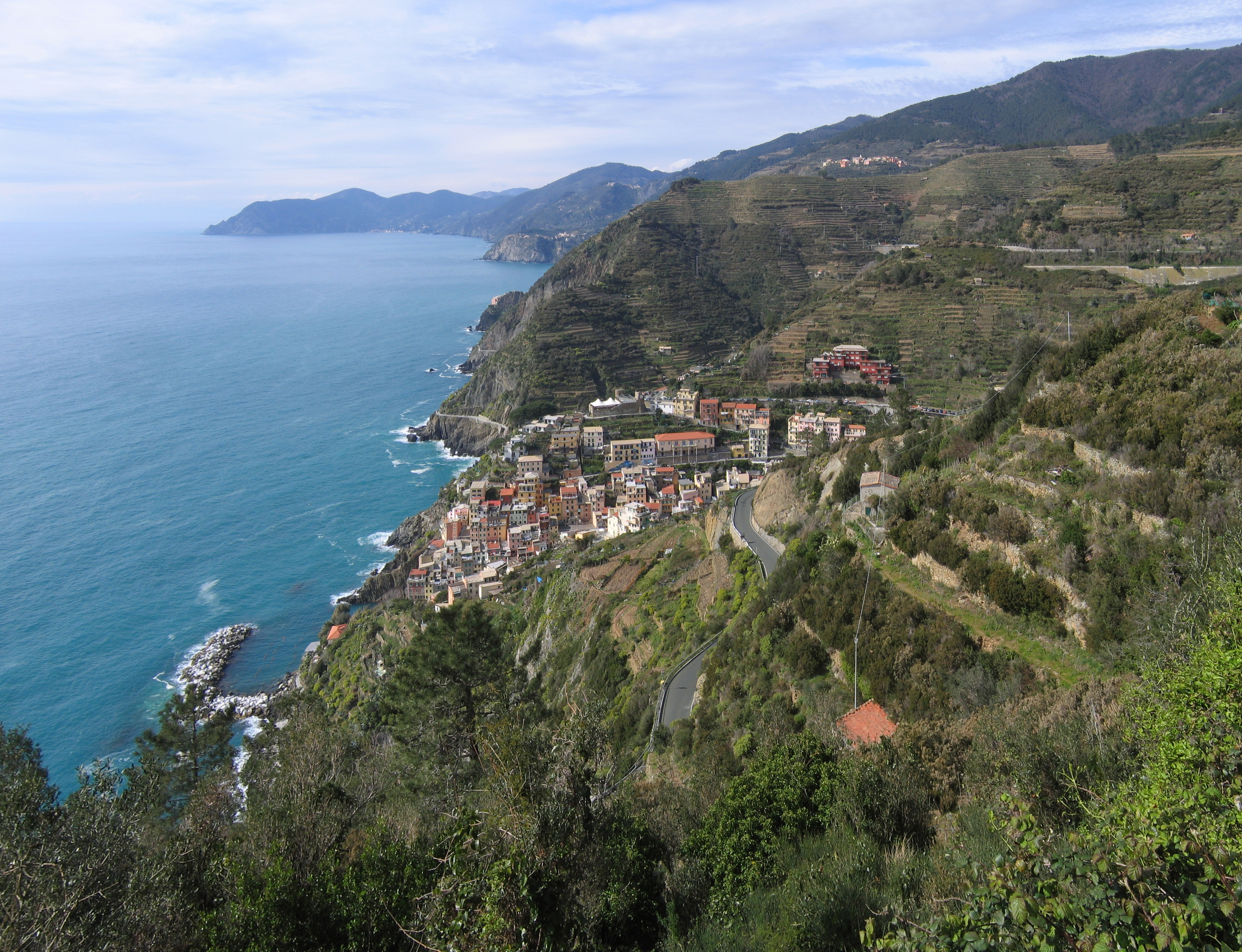
Scorcio di Riomaggiore da levante

### Ferrovie
Data l'ubicazione prevalentemente impervia dei paesi e la carenza strutturale di strade e parcheggi per la morfologia del territorio, l'accesso più agevole è di gran lunga quello tramite la ferrovia. Tutte le località delle Cinque Terre sono dotate di singole stazioni e fermate ferroviarie lungo la tratta Genova-Pisa: Monterosso, Vernazza, Corniglia, Manarola, Riomaggiore.
Per i treni a lunga percorrenza (InterCity o Le Frecce) le stazioni di La Spezia Centrale (a sud) o di Sestri Levante e Levanto (a nord) sono le fermate consigliate e successivi treni regionali collegano poi i vari centri costieri con una notevole frequenza, in particolare durante la stagione estiva. Alcuni InterCity fermano, tuttavia, anche nelle stazioni di Monterosso e Riomaggiore.

### Mobilità urbana
Oltre ai trasporti pubblici extraurbani della società ATC dalle principali città vicine al parco (La Spezia, Levanto), esiste un servizio di bus elettrici navetta gestito dall'Ente parco nazionale delle Cinque Terre che nei periodi di maggior afflusso turistico garantisce il collegamento dei centri abitati con la "Litoranea". 

### Linee marittime
Nella stagione turistica un servizio di battelli di linea collega regolarmente i borghi di Monterosso al Mare, Vernazza e Riomaggiore con Portovenere, a sua volta collegata con La Spezia e Lerici nel Golfo dei Poeti. Vaporetti partono anche dal porto antico di Genova e dai centri principali costieri del Tigullio, nel genovese.

### Sentieri
Sono due i sentieri principali che raggiungono e attraversano il Parco Nazionale delle Cinque Terre, entrambi segnalati dalla sezione spezzina del CAI.
Il primo è il sentiero di crinale numero AV5T, conosciuto come Alta Via delle Cinque Terre (598). Questa antica mulattiera corre lungo lo spartiacque che separa la costa delle Cinque Terre dalla val di Vara e costituisce una diramazione secondaria della Alta Via dei Monti Liguri, alla quale si connette presso il monte Zatta. Dal sentiero di crinale si possono poi raggiungere i borghi delle Cinque Terre attraverso uno dei sentieri trasversali che scendono verso il mare seguendo i crinali secondari o le valli da essi delimitate.
I più importanti, da ovest a est, sono i sentieri numero 509, 508, 507, 506, 502, 501 e SVA. Vi è poi il sentiero costiero numero SVA, conosciuto come sentiero Verde Azzurro (592), il quale connette Riomaggiore a Monterosso attraversando tutti i borghi delle Cinque Terre e assumendo nel tratto tra Riomaggiore e Manarola le sembianze della celebre Via dell'Amore.
A differenza di quello di crinale, la percorrenza del sentiero costiero è soggetta al possesso della Cinque Terre Card, carta servizi del Parco Nazionale delle Cinque Terre.
Nella rete dei sentieri delle Cinque Terre c'è un percorso che collega cinque santuari mariani vicini ad ogni villaggio. Sono anche accessibili per strada, tranne quello di Nostra Signora di Montenero a Riomaggiore. Il santuario di Nostra Signora delle Grazie a San Bernardino (Vernazza), all'altezza di 390 metri s.l.m., risale al XX secolo ed è stato costruito sul sito di una cappella del 1584. Gli altri edifici risalgono tutti al Medioevo, compreso quello monterossino di Nostra Signora di Soviore, il più antico santuario ligure, annotato in un documento del 1225.